# Pëllumbas
Pëllumbas (albanisch auch Pëllumbasi) ist ein Dorf in der ehemaligen Gemeinde Bërzhita, heute eine Njësia administrative innerhalb der Bashkia Tirana in Albanien. Die Einwohnerzahl des Dorfes wurde auf rund 400 Personen (2011) geschätzt.
Pëllumbas gehört zu den „100 Dörfern“, in denen die albanische Regierung mit Investitionen die ländliche Entwicklung, insbesondere im touristischen Bereich, ankurbeln möchte. Auch die lokale Verwaltung fördert die touristische Entwicklung des Dorfes, nachdem ausländische Organisationen 2009 die größte Sehenswürdigkeit des Dorfes erschlossen hatte.

## Name
Der Name wird mit der Taube in Verbindung gebracht, die auf Albanisch pëllumb heißt. Das Dorf soll voller Tauben gewesen sein, die in der felsigen Schluchten des Flusses Erzen zuhause waren.

## Geographie
Pëllumbas liegt südlich von Tirana an den Abhängen der Kruja-Kette auf rund 400 m ü. A. unterhalb des Mal i Pashkasheshit (858 m ü. A.). Eine asphaltierte Straße führt vom Tal über das Dorf Iba nach Pëllumbas. Ein Fahrweg führt weiter den Berg hoch zum Dorf Pashkashesh auf dessen Rücken.

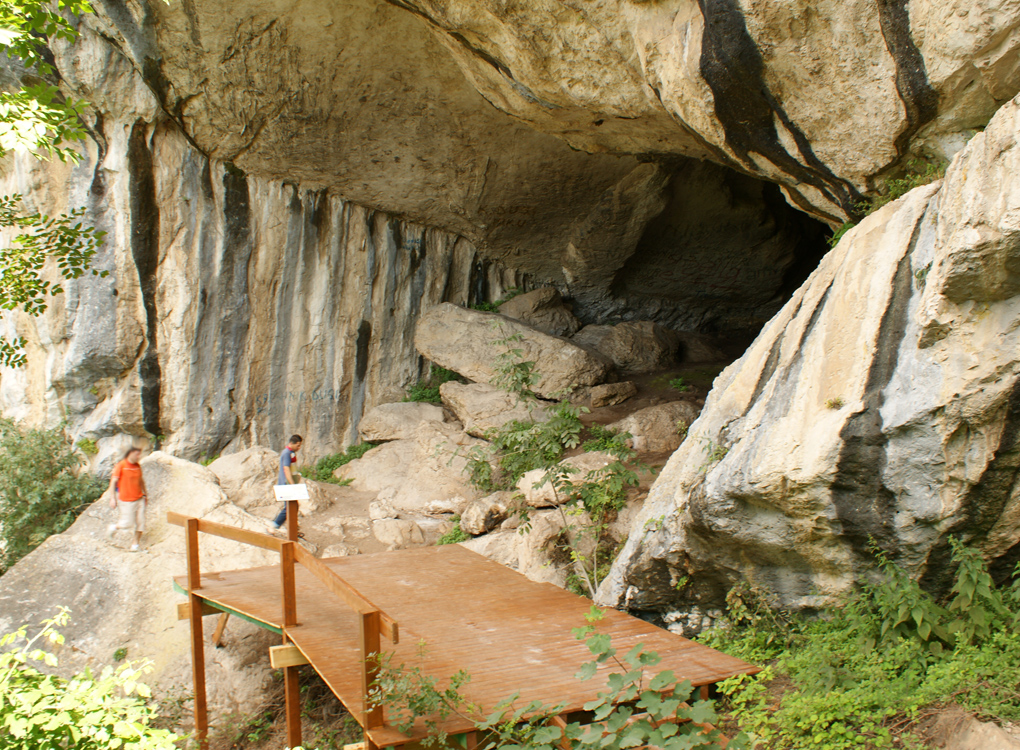
Eingang zur Pëllumbas-Höhle

Das Dorf ist bekannt für die Pëllumbas-Höhle (albanisch Shpella e zezë) in der Schlucht des Erzen (Gryka e Skoranës), die heute oft besucht werden. In dieser Höhle, die sich 350 Meter über dem Meeresspiegel befindet, lebten schon vor etwa 400.000 bis 10.000 Jahren Höhlenbären. Nur in fünf weiteren Höhlen in Europa wurden Reste von dieser Bärenart entdeckt. Auch 300.000 bis 30.000 alte paläolithische menschliche Spuren wurden gefunden. Noch heute finden zahlreiche Fledermäuse in der Höhle Zuflucht. Die Höhle ist rund 360 Meter tief, bis zu 45 Meter hoch und enthält Stalagmiten und Stalaktiten. Ein gut ausgebauter Wanderweg führt vom Dorf zur Höhle, Wanderer steigen in die Schlucht hinunter, wo sie im Sommer im Fluss baden.
Pëllumbas grenzt im Osten an das Dorf Pashkashesh, im Norden – jenseits des Erzen – an die Dörfer Kryezi und Hekal, im Süden an Krraba und im Westen an das Dorf Iba.

## Gesellschaft
Im Dorf gab es vor 1940 eine Moschee, jedoch keine Schule. Nach den 1940er-Jahren wurde die Grundschule eröffnet, und im Jahr 1970 wurde der Kindergarten errichtet.